# Daughters of Pleasure
Pour plus de détails, voir Fiche technique et Distribution.
Daughters of Pleasure est un film américain réalisé par William Beaudine, sorti en 1924.

## Synopsis
Plusieurs couples vont être confronté à leur double vie.

## Fiche technique
- Titre : Daughters of Pleasure
- Réalisation : William Beaudine
- Scénario : Eve Unsell et Harvey F. Thew d'après le roman de Caleb Proctor
- Photographie : Charles Van Enger
- Pays d'origine : États-Unis
- Format : Noir et blanc - 1,33:1 - Film muet
- Genre : comédie romantique
- Date de sortie : 1924

## Distribution
- Marie Prevost : Marjory Hadley
- Monte Blue : Kent Merrill
- Clara Bow : Lila Millas
- Edythe Chapman : Mme. Hadley
- Wilfred Lucas : Mark Hadley